# بوفاندز
بوفاند (انگلیسی: Bouwfonds) شرکت املاک هلندی است، که در سال ۱۹۴۶ تأسیس شد.